# Monk's Mound
Monks Mound

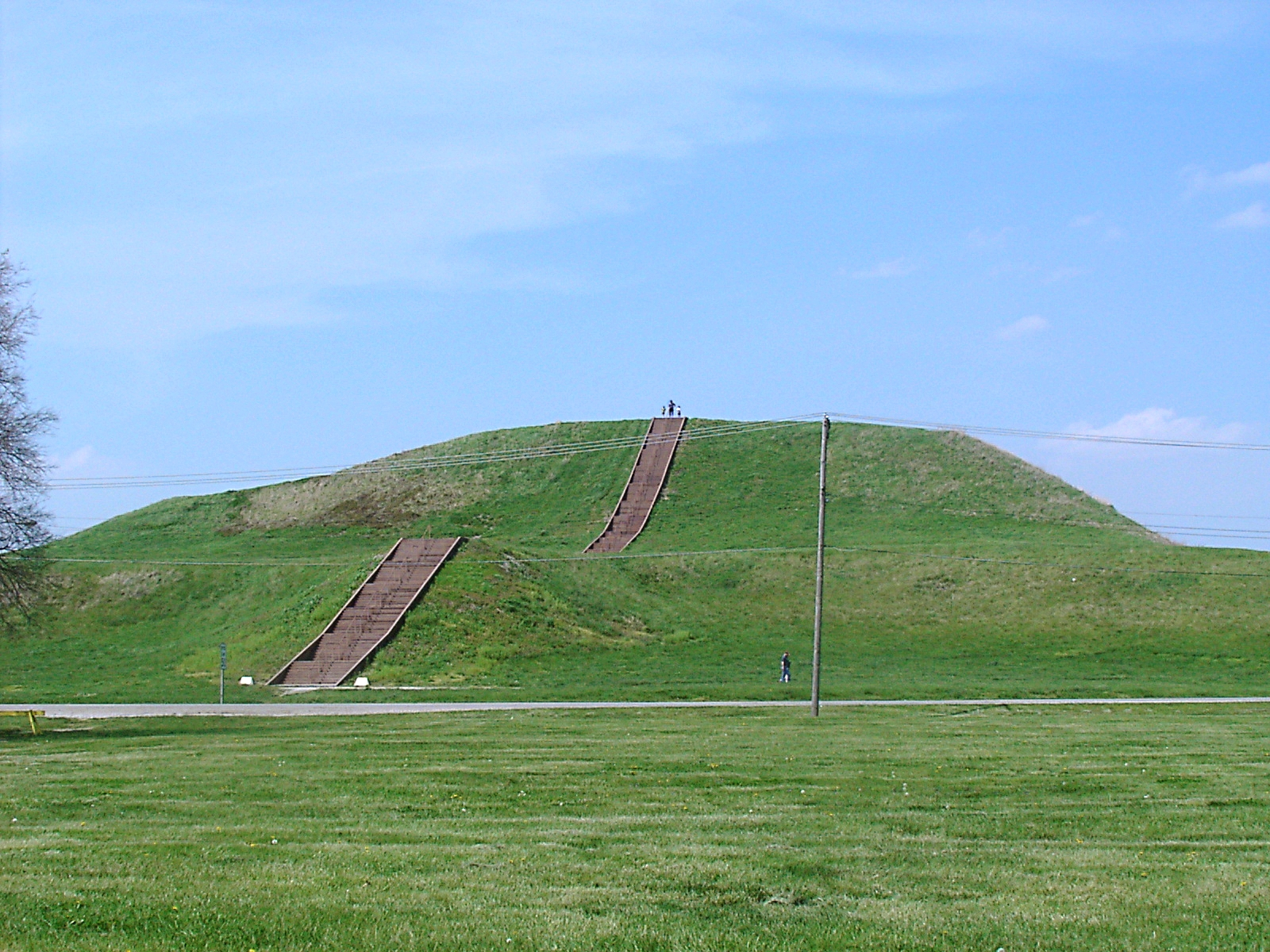
Le tumulus des Moines ou Monks Mound.

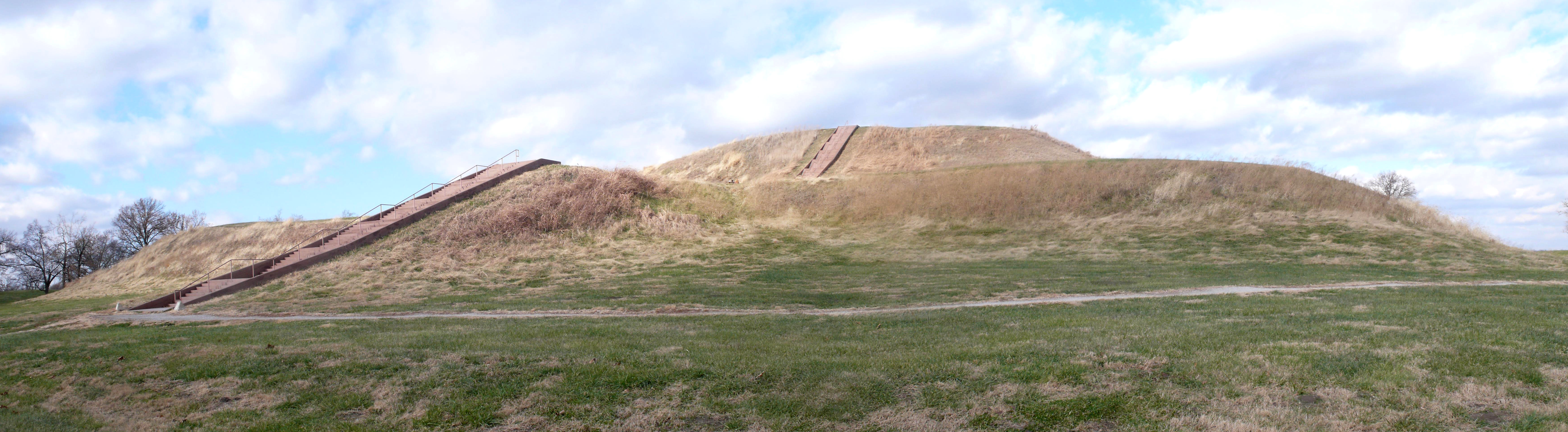
Les deux terrasses du tumulus.

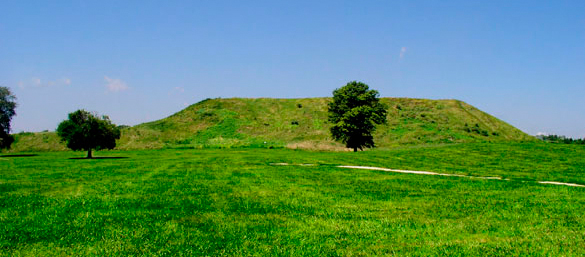
Autre vue du tumulus.

Monks Mound (en français Tumulus des Moines), est le plus grand tumulus situé au Nord de la région mésoamérique. Ce tertre fut édifié au cœur du foyer de peuplement amérindien de la région de Cahokia. Ce monument est classé au patrimoine mondial par l'UNESCO par l'intermédiaire du site de Cahokia.

## Contexte historique
Le territoire de Cahokia s'étendait dans le sud-Ouest de l'État de l'Illinois, près de la ville de Saint-Louis et dans l'État voisin du Missouri. Ce territoire comptait au XIIe siècle quelque 15 000 à 30 000 habitants. 
Le site des Cahokia Mounds, à environ 13 km à l'est de Saint-Louis dans l'Illinois, représente le plus grand foyer de peuplement précolombien au nord du Mexique. Il a été occupé essentiellement pendant la civilisation du Mississippi (800-1400), période où il couvrait 1 600 hectares et comptait 120 tumulus et temples.
Cahokia compte 109 tumulus découverts à ce jour, situés dans une vallée fluviale fertile. Outre celui des Moines, les mieux préservés sont le Pain de sucre (en), le monticule 34 (en) et le monticule72 (en) .

## Description
Le tumulus est situé près de la ville de Collinsville dans l'Illinois. Le tertre mesure 30 mètres de haut, 291 mètres de long et 236 mètres de large. Ce monument est plus large que la pyramide du Soleil de Teotihuacan au Mexique. Il se trouvait sur une place centrale de 25 hectares. Sa taille à la base est comparable à celle de la grande pyramide de Khéops en Égypte, mais contrairement aux pyramides égyptiennes, ce tumulus en terre à quatre niveaux se termine par une terrasse à son sommet. Avec le temps, ce tertre, construit en terre et argile, a été la victime des eaux de pluie, qui ont affaissé une partie du sommet du monument. Aujourd'hui, la moitié ouest du plateau sommital est nettement plus basse que la moitié est.
Le tumulus fut édifié au Xe siècle, vers les années 900/950, à l'époque de la civilisation du Mississippi. Les fouilles archéologiques ont montré que le monticule était plus petit à l'origine, et qu'il fut surélevé au cours du XIIe siècle. 
Au XIVe siècle, l'extrémité ouest du tertre s'effondra, en raison de l'édification de bâtiments en bois érigés sur la terrasse Sud. Vers 1300, la société urbaine de Cahokia était en sérieux déclin. Lorsque le côté oriental de la butte commença à subir de graves effondrements, le tumulus ne fut pas réparé.

## Histoire récente
En 1735, des missionnaires français édifièrent une chapelle au sommet du tumulus. Des Amérindiens de la Nation des Illinois s'installèrent près du MonksMound et de la rivière L'Abbé Mission. En 1752, des rivalités avec d'autres tribus amérindiennes, forcèrent les Illinois à quitter les lieux. Durant la Guerre d'indépendance, les trappeurs parcourant la Louisiane française édifièrent un poste de traite appelé "La Cantine". Au début du XIXe siècle, après la vente de la Louisiane aux États-Unis, des Franco-louisianais propriétaires des lieux, firent don du tumulus aux moines trappistes. Ces derniers s'installèrent au sommet du tertre et créèrent un potager sur la terrasse inférieure.
En 1813, l'avocat et écrivain Henry Marie Brackenridge, membre du congrès, visita la région et constata la présence des moines sur le monument, qu'il nomma Monks Mound ou Tumulus du moine.
En 1831, Amos Hill acheta la parcelle aux moines et édifia une maison au sommet, puis creusa un puits sur la terrasse, qui révéla des ossements humains. 
En 1864, Thomas Ramey achète la parcelle à son tour et organise les premières véritables fouilles archéologiques.
En 1880, la recherche historique permet de situer le tumulus au sein d'autres tumulus de la région de Cahokia.